# Christian Eggenberger
Christian Eggenberger (* 26. November 1894 in Grabs; † 30. Mai 1967 ebenda, reformiert, heimatberechtigt in Grabs) war ein Schweizer Politiker (LdU).

## Biografie
Christian Eggenberger wurde am 26. November 1894 in Grabs als Sohn des Landwirts Andreas Eggenberger geboren. Der Absolvent der landwirtschaftlichen Schulen in Sargans und Rheineck führte in der Folge einen landwirtschaftlichen Betrieb in Grabs. Daneben fungierte er als  Mitbegründer sowie Vorstandsmitglied der Historisch-heimatkundlichen Vereinigung des Bezirks Werdenberg. Zudem widmete er sich unter anderem der Restaurierung der Burg Hohensax.
Christian Eggenberger war verheiratet mit Marie, der Tochter des Grabsers Kaspar Gantenbein. Er verstarb am 30. Mai 1967 ein halbes Jahr nach Vollendung seines 72. Lebensjahres in Grabs.

## Politischer Werdegang
Christian Eggenberger, Mitglied des Landesrings der Unabhängigen, bekleidete sein erstes politisches Amt von 1927 bis 1944 als Gemeindepräsident von Grabs. Im unmittelbaren Anschluss stand er bis 1954 dem Bezirk Werdenberg als Ammann vor. Dazu vertrat er seine Partei von 1936 bis 1951 im St. Galler Grossrat. Im Jahr 1946 erfolgte seine Wahl in den Nationalrat. Kurz vor den Nationalratswahlen des Jahres 1951 trat Christian Eggenberger nach Meinungsverschiedenheiten mit Gottlieb Duttweiler betreffend die Landwirtschaftspolitik sowie die allgemeine Politik aus der Partei aus, gleichzeitig verzichtete er auf eine Wiederkandidatur.